# 19023 Варела
19023 Варела (19023 Varela) — астероїд головного поясу, відкритий 24 вересня 2000 року.
Тіссеранів параметр щодо Юпітера — 3,369.